# Kisity
Kisity (deutsch Kissitten) ist ein Ort in der polnischen Woiwodschaft Ermland-Masuren. Er gehört zur Gmina Bartoszyce (Landgemeinde Bartenstein) im Powiat Bartoszycki (Kreis Bartenstein (Ostpr.)).

## Geographische Lage
Kisity liegt fünf Kilometer südlich der polnischen Staatsgrenze zur russischen Oblast Kaliningrad (Gebiet Königsberg (Preußen)) in der nördlichen Mitte der Woiwodschaft Ermland-Masuren. Bis zur heute auf russischem Hoheitsgebiet gelegenen früheren Kreisstadt Preußisch Eylau (russisch Bagrationowsk) sind es neun Kilometer in nordwestlicher Richtung. Die heutige Kreismetropole Bartoszyce (deutsch Bartenstein) ist zehn Kilometer in südlicher Richtung entfernt.

## Geschichte
1342 ist das Gründungsjahr des Gutsorts Kessiten, der nach 1342 Kasitten, auch Küsitten und Kessitten, vor 1785 Kißitten und nach 1785 Kissitten genannt wurde. Im Jahre 1874 kam der Gutsbezirk Kissitten zum neu gebildeten Amtsbezirk Beisleiden (polnisch Bezledy) im ostpreußischen Kreis Preußisch Eylau.
Dem Gutsbezirk Kissitten zugeordnet waren die Vorwerke Keegels (auch: Kegels, polnisch Stożek) und Karolinenhof (Karolewko). Sie wurden vor 1908 in Gutsbezirke umgewandelt, die vor 1883 bzw. 1908 unter der Bezeichnung „Kissitten, Anteil Kr. Friedland“ in den Amtsbezirk Markienen (polnisch Markiny) im Kreis Friedland (ab 1927: Kreis Bartenstein) eingegliedert wurden.
In dieser Formation zählte der Gutsbezirk Kissiten (Anteil Kr. Friedland) im Jahre 1910 insgesamt 86 Einwohner.
Der weiterhin zum Kreis Preußisch Eylau gehörende (Haupt-)Teil des Gutsbezirks Kissitten kam im Jahre 1910 auf die Zahl von 168 Einwohnern.
Am 1. November 1928 wurden der Gutsbezirk Kissitten mit dem Gut Kromargen (polnisch Kromarki), der Gutsbezirk Glommen (Głomno) sowie der bisher zum Amtsbezirk Polkitten (Pełkity) 
und der bisher zum Amtsbezirk Markienen gehörende Gutsbezirk Keegels (Stożek) in die Landgemeinde Kromargen eingegliedert. Zum gleichen Datum wurde der Restteil Kissittens (also ohne das Gut Kromargen) mit dem bisher zum Amtsbezirk Markienen gehörenden Gutsbezirk Karolinenhof (Karolewko) nach Legden (Lejdy) eingemeindet. Zusätzlich wurden die zu Kromargen gehörenden Gutsbezirke Bonschen, Glommen und Keegels sowie der zu Legden gehörende Gutsbezirk Karolinenhof am 14. Mai 1930 ausdrücklich in den Amtsbezirk Beisleiden aufgenommen.
In Kriegsfolge kam das südliche Ostpreußen 1945 zu Polen. Die Grenzziehung zwischen der Sowjetunion und Polen betraf auch den Kreis Preußisch Eylau, der in beide geteilt wurde. Das Kissitten „bei Legden“ erhielt die polnische Namensform „Kisity“. Von 1945 bis 199 war das Dorf in den Powiat Iławski (Kreis Landsberg) eingegliedert, kam dann aber zum Powiat Bartoszycki (Kreis Bartenstein (Ostpr.)) und ist heute ein Teil der Landgemeinde Bartoszyce (Bartenstein), von 1975 bis 1998 der Woiwodschaft Olsztyn, seither der Woiwodschaft Ermland-Masuren zugehörig.

## Kirche
Bis 1945 war Kissitten kirchlicherseits nach Preußisch Eylau (russisch Bagrationowsk) in der evangelischen Kirchenprovinz Ostpreußen der Kirche der Altpreußischen Union bzw. im römisch-katholischen Bistum Ermland hin orientiert. Heute gehört Kisity katholischerseits zur Pfarrei Bezledy (Beisleiden) im Erzbistum Ermland, außerdem zur evangelischerseits zu Bartoszyce (Bartenstein), einer Filialgemeinde der St.-Johannes-Kirche Kętrzyn (Rastenburg) in der Diözese Masuren der Evangelisch-Augsburgischen Kirche in Polen.

## Verkehr
Kissitten liegt an einer Nebenstraße, die bei Bezledy (Beisleiden) von der polnischen Landesstraße 51 (Teilstück der einstigen deutschen Reichsstraße 128) abzweigt und über Głomno (Glommen) und Kromarki (Kromargen) bis nach Łoskajmy (Loschkeim) an der Woiwodschaftsstraße 512 (Teilstück der früheren Reichsstraße 142) führt.
Eine Bahnanbindung besteht für Kissitten nicht mehr. Von 1866 bis 1991 (Personenverkehr) bzw. 2000 (Güterverkehr) war Głomno (Glommen) die nächste Bahnstation. Sie lag an der Bahnstrecke Bagrationowsk–Białystok, die nur noch zwischen Korsze (Korschen) und Białystok befahren wird.